# Federico Pucciariello
Pas d'image ? Cliquez ici

a Compétitions nationales et continentales officielles uniquement.

b Matchs officiels uniquement.
Dernière mise à jour le 24 février 2024.
Federico Pucciariello (né le 24 juin 1975 à Rosario, en Argentine) est un joueur italien de rugby à XV, d'origine argentine.

## Biographie
Federico Pucciariello est d'origine argentine mais il évolue pour l'équipe d'Italie entre 1999 et 2002. 
Il honore sa première cape internationale le 26 août 1999 avec l'équipe d'Italie contre l'Espagne, pour une victoire 42-11 à L'Aquila.
En club, après un début de carrière au Jockey Club Rosario, il rejoint le Rugby Parme en Italie en 1997. Il joue ensuite une saison au RC Narbonne, puis une au Gloucester RFC,. En 2002, il rejoint le CS Bourgoin-Jallieu, avec qui il joue pendant trois saisons. Il termine ensuite sa carrière avec la province irlandaise du Munster entre 2005 et 2009.

## Palmarès
- Vainqueur de la Coupe d'Europe en 2006 avec le Munster.
- Vainqueur de la Celtic League en 2009 avec le Munster.

## Sélection nationale
- 8 sélections avec l'équipe d'Italie de rugby à XV
- Sélections par année : 3 en 1999, 5 en 2002.
- 5 points
- 1 essai
- Tournoi des Six Nations disputé : 2002
- Coupe du monde de rugby disputée : 1999 (1 match, 1 comme titulaire).